# Micrelenchus caelatus mortenseni
Micrelenchus caelatus mortenseni es una subespecie de molusco gasterópodo de la familia Trochidae. 

## Distribución geográfica
Se encuentra en las Islas del Sur de Nueva Zelanda.